# أنطونيو فيليز ألفارادو
أنطونيو فيليز ألفارادو (بالإنجليزية: Antonio Vélez Alvarado)‏ هو صحفي أمريكي، ولد في 12 يونيو 1864 في Manatí, Puerto Rico ‏ في الولايات المتحدة، وتوفي في 16 يناير 1948.